# استفتاء استقلال كاليدونيا الجديدة 2021
سيُجرى استفتاء الاستقلال في كاليدونيا الجديدة في 12 ديسمبر 2021. وسيكون الاقتراع هو الثالث والأخير الذي يُجرى وفقًا لبنود اتفاق نوميا، بعد التصويت في 2018 و 2020، حيث تم رفض الاستقلال بنسبة 56.7٪ و 53.3٪ على التوالى.